# Diplocystaceae
Diplocystaceae (alternativamente deletreado Diplocystidaceae o Diplocystidiaceae) es una familia de hongos en el orden Boletales. La familia fue descrita por el micólogo Hanns Kreisel en 1974.

## Taxonomía
Hasta agosto de 2024 se contaban 5 géneros y 19 especies, como el género Astraeus, conocido por su rápida reacción al contacto con agua.